# Фелтре
Фѐлтре (на италиански: Feltre) е град и община в Северна Италия, провинция Белуно, регион Венето. Разположен е на 325 m надморска височина. Населението на общината е 20 652 души (към 2014 г.).